# Banitu
Banitu war die Gemahlin des assyrischen Königs Salmānu-ašarēd V. oder Salmanasser V. (sein biblischer Name), der von 726 bis 721 v. Chr. sowohl über das Neuassyrische Reich, als auch über Babylon herrschte. Der Name Banitu ist assyrisch. Darüber hinaus ist aber nichts bekannt.
Ihr Name erscheint auf Objekten in einem unberaubten Grab, das von irakischen Archäologen 1989 in den nordwestlichen Palastruinen von Nimrud gefunden wurde. Es wurden darin allerdings Grabbeigaben mit den Namen von drei Königinnen, aber nur die Überreste von zwei Körpern gefunden. Deshalb bereitet es Schwierigkeiten, sie eindeutig zu identifizieren.
Die Objekte, darunter auch 700 kleine Rosetten aus Gold und Nieten aus Achat mit Goldrändern, waren wohl überwiegend in Leinenstoff eingenäht, mit dem die Leichen bedeckt worden sind, oder in dessen Falten eingeschlagen. Als sicher gilt, dass die Grabstätte für Yâba angelegt wurde. Die Inschrift einer in die Wand vermauerten Tafel erwähnt ihren Namen. Sie war die Gemahlin von Tiglat-Pileser III., dem Vater und Vorgänger von Salmānu-ašarēd V. Eine der beiden Leichen ist damit wohl ihr zuzuordnen. In der zweiten Leiche wird eher Atalia vermutet, die Gemahlin von Šarru-kīn II., dem Bruder und Nachfolger von Salmānu-ašarēd V. Die Objekte von Banitu könnten evtl. auch Geschenke zu Lebzeiten gewesen sein, die mit in die Grabstätte gelegt wurden.
Neuere Forschung vermutet hingegen, dass es eine einfachere Erklärung für das Fehlen der dritten Leiche gibt. Bei Yâba und Banitu könnte es sich um dieselbe Frau gehandelt haben. Zum einen bedeuten übersetzt beide Namen „die Schöne“ und bereits die Mutter des früheren Königs Sanherib war sowohl unter akkadischem Namen Naqia, als auch unter Zakutu, einer west-semitischen Version desselben Namens bekannt. In der Annahme, dass Yâba nicht seine Mutter war, sondern eine wesentlich spätere, jüngere Gemahlin des Vaters, könnte Salmānu-ašarēd V. die Witwe seines Vaters geheiratet haben. Eine solche Verbindung entspricht der bewährten Tradition, die Rechtmäßigkeit des eigenen Anspruchs auf den Thron zusätzlich zu legitimieren. Allerdings gibt es keinen Beweis, dass es hier in diesem konkreten Fall so gewesen ist.